# Кирил Гончев
Кирил Христов Гончев е български поет и журналист.

## Биография
Роден е в с. Дриново, Поповско, на 14 май 1940 г. Завършва българска филология в Софийския университет.
Работи в Радио София, в Драматичен театър Търговище, в Радио Шумен, в списание „Български воин“, в издателствата „Народна младеж“ и Профиздат, във вестник „Литературен фронт“. Главен редактор е на издателство „Български писател“.
Автор е на книгите „Пътуват макове“ (1966), „Горчиво пространство“ (1979), „Пера от Пегас. Пародии“ (1987), „Усмихнат до стената“ (1990), „Под самия Балкан на душата ми“ (1995) и „Майната ми“ (2000). Член е на Съюза на българските писатели. Стиховете му са превеждани на руски, полски, турски и украински език.
Женен е, с две дъщери и син.
Умира на 1 септември 2016 г. в дома си в село Хераково, Софийско.

## Награди
Носител на „Почетния знак на Община-Шумен - сребърен“ (2000) и на Националната литературна награда за лирика „Иван Пейчев“ (2009).